# Simone Schwarz-Bart
Simone Schwarz-Bart, née Brumant le 1er août 1938 aux Saintes, dans la Charente -Maritime, est une écrivaine française.

## Biographie
Simone Brumant est née le 1er août 1938 à Saintes d'un père militaire et d'une mère institutrice, tous deux natifs de la Guadeloupe. Son parrain fut Léon Bailly (1897-1954), chef du personnel de l'Office commercial pharmaceutique de Saintes. Elle rentre en Guadeloupe à l'âge de trois mois, et grandit à Schœlcher. Elle fait ses études à Pointe-à-Pitre, à Paris, puis à Dakar. Son œuvre est imprégnée de l'Afrique, de la Caraïbe et de l'Europe.
À 18 ans, alors qu'elle est encore étudiante à Paris, elle fait une rencontre qui est déterminante : André Schwarz-Bart. Celui-ci est en pleine écriture difficile de son livre Le Dernier des Justes (prix Goncourt 1959).
Après un roman à quatre mains avec celui qui est devenu son son époux : Un plat de porc aux bananes vertes, histoire des exils antillais et juif en miroir, en 1972 Simone Schwarz-Bart écrit seule Pluie et vent sur Télumée Miracle qui, encore aujourd'hui est considéré comme un chef-d'œuvre de la littérature caribéenne. « Un best-seller inépuisé et inépuisable » dit le romancier Patrick Chamoiseau. En 1979 est publié Ti jean l'horizon.
Cette période correspond aux années de nationalisme radical en Guadeloupe. Elle et son mari subissent un quasi-procès politique quand celui-ci publie le roman La Mulâtresse Solitude sur cette esclave, ce qui lui vaut des reproches sur sa qualité de Blanc. Ils décident de rester en Guadeloupe, dans la maison La Souvenance, mais de ne plus rien publier. Simone Schwarz-Bart ouvre une boutique d'antiquités coloniales le Tim Tim à Pointe-à-Pitre, puis un restaurant créole sur l'îlet Brumant.
Après un long silence, Simone Schwarz-Bart écrit Ton beau capitaine, une pièce de théâtre étonnante et ciselée en un seul acte, avant de publier, avec son époux, une encyclopédie en six volumes Hommage à la femme noire mettant notamment à l'honneur toutes ces héroïnes noires absentes de l'historiographie officielle.
En septembre 2006, elle est promue au grade de commandeur dans l'ordre des Arts et des Lettres. À la mort de son mari, elle retrouve le manuscrit de L'étoile du matin, qu'elle fait publier en 2009.
Simone Schwarz-Bart et son époux sont les parents du saxophoniste de jazz Jacques Schwarz-Bart et de Bernard Schwarz-Bart.

## Simone Schwartz-Bart et le féminisme
Simone Schwartz-Bart va participer, à la suite des avancées théoriques et directes du féminisme historique dont l'une des égéries fut Simone de Beauvoir, à la constitution d'une épistémologie féministe. Située dans des champs multiples de la pensée grâce à sa posture hybride, Simone Schwartz-Bart, femme, noire, française et antillaise, prend le bénéfice de sa multiculturalité pour repenser la notion du genre, de classe et de race dans une intersection de plusieurs rapports de pouvoir. De fait, l'articulation de ses diverses appartenances va constituer dans son discours littéraire la clé de voûte pour affaiblir la domination masculine. Pour ce faire, elle se rapproche du courant américain du Black feminism qui va développer la question de l'intersectionnalité soulignant celle de la spécificité de la femme noire. En plus d'être oubliées dans les travaux des féministes blanches américaines et dans le discours antillais qui va rétablir l'image des Antilles de façon positive pour les femmes antillaises, les femmes noires américaines s'en trouvent encore plus assujetties, privées de droits, du fait de leur statut de femme, de leur couleur et de leur identité américaine. Ce volet est amplement investi par Simone Schwartz-Bart dans l'essentiel de sa production littéraire qui va évoquer le passé de l'esclavage. Repartant de la phrase de Simone de Beauvoir, « on ne naît pas femme, on le devient » , Schwartz-Bart met en exergue cette affirmation dans sa production. Dans la même démarche que Édouard Glissant de repenser l'histoire des Antilles, Simone Schwarz-Bart tente de réhabiliter les figures féminines en leur redonnant leur place déterminante. Ainsi, par exemple, son ouvrage Hommage à la femme noire (rédigé avec André Schwarz-Bart) est une encyclopédie en plusieurs volumes présentant des personnalités féminines noires, de tous les continents, des origines au XXe siècle. Le volume trois de cette publication reprend notamment toutes les héroïnes noires absentes de l’historiographie officielle, mais survivant dans les légendes et les contes créoles.

## Œuvres principales
Romans
- Un plat de porc aux bananes vertes (avec André Schwarz-Bart), Seuil, 1967, (OCLC 607809)
- Pluie et vent sur Télumée Miracle, Seuil, 1972, premier Grand prix des lectrices de Elle - 1973 (OCLC 826537)
- Ti Jean l'horizon, Seuil, 1979, (OCLC 6224085)
- L'Ancêtre en Solitude (avec André Schwarz-Bart), Seuil, 2015
- Adieu Bogota (avec André Schwarz-Bart), Seuil, 2017

Théâtre
- Ton Beau Capitaine, Seuil, 1987, (OCLC 17615020)

Essai
- Hommage à la femme noire (avec André Schwarz-Bart), Éditions Consulaires, 1989, 7 vol., (OCLC 23833852)

Nouvelles
- Au fond des casseroles, Espoir et déchirements de l'âme créole, Autrement 41, 1989, p. 174-177.

Souvenirs
- Nous n'avons pas vu passer les jours (avec Yann Plougastel), Grasset, 2019.

## Décorations
- Commandeur de l'ordre des Arts et des Lettres (2006) [11]